# Porto di Tientsin

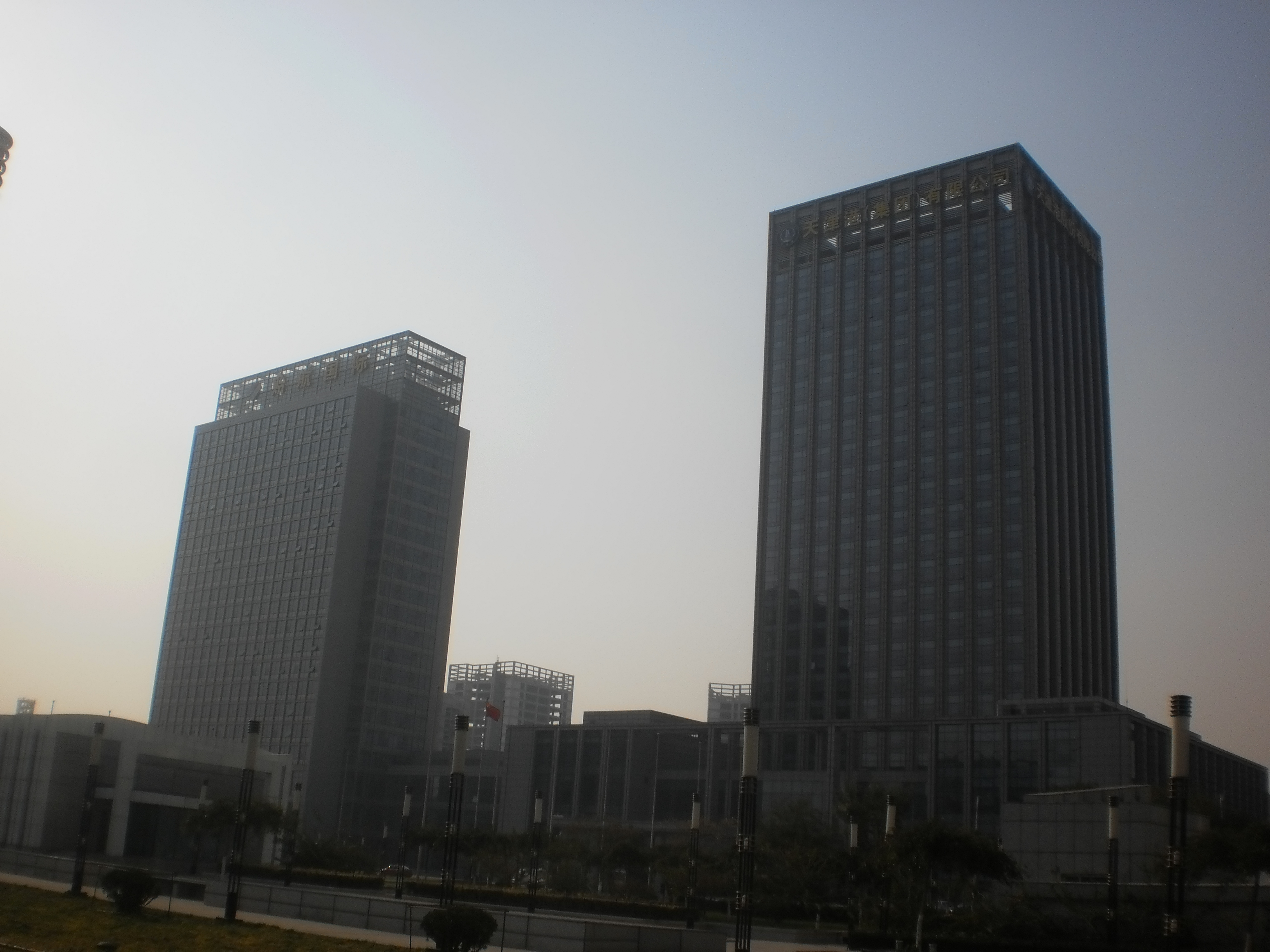
La nuova sede delTianjin Port Group accanto allo Yihang International Building

Porto di Tientsin (Tianjin Gang, cinese: 天津港. pinyin: tiānjīn gǎng), ex Porto di Tanggu è il più grande porto della Cina settentrionale ed il principale accesso marittimo a Pechino.
Il nome "Tianjin Xingang" (天津新港, pinyin: tiānjīn xīngǎng, in italiano: Nuovo porto di Tientsin) è quello con cui ci si riferisce strettamente area marina del porto, e talvolta è usato per riferirsi all'intero porto.

## Geografia
Il porto si trova nella costa occidentale della Baia di Bohai, al centro dell'estuario del fiume Hai He, a 170 km a sud est di Pechino e 60 km da Tientsin. È il più grande porto della Cina continentale, ed uno dei più grandi al mondo. Copre un'area di 121 chilometri quadrati con oltre 21 km di litorale.

## Storia
Il porto è noto anche per il disastro industriale avvenuto il 12 agosto 2015, costituito da una serie di esplosioni, di cui la prima era dovuta a della nitrocellulosa mentre la seconda e più potente al nitrato d'ammonio e pari a 0,336 kilotoni; complessivamente uccisero 173 persone.